# Calomys musculinus
Calomys musculinus är en däggdjursart som först beskrevs av Thomas 1913.  Calomys musculinus ingår i släktet aftonmöss och familjen hamsterartade gnagare. IUCN kategoriserar arten globalt som livskraftig. Inga underarter finns listade.
Denna gnagare förekommer mellan Bolivia och södra Argentina. Den vistas vanligen i medelhöga bergstrakter som ligger cirka 1000 meter över havet. Som habitat föredras buskskogar och jordbruksmark. Fortplantningen sker mellan våren och hösten.